# Ben Abraham
Henry Nekrycz, mais conhecido pelo pseudônimo de Ben Abraham, (Lodz, Polônia, 11 de dezembro de 1924 – São Paulo,  SP, Brasil, 9 de outubro de 2015) foi um escritor e historiador polonês, naturalizado brasileiro.

## Biografia
Polonês de Lodz, filho de Abraham Nekrycz e de Ida Nekrycz, Abraham sobreviveu ao gueto de sua cidade natal e aos campos de concentração durante a ocupação alemã sobre seu país.
Depois de ficar confinado no Gueto de Lodz, onde perdeu o pai, e passar por Auschwitz, onde perdeu a mãe, Abraham foi enviado para os campos de Brauschweig, Watenstadt e Ravensbruck. Na noite de 1º para 2 de maio de 1945 foi libertado pesando 28 quilos, com tuberculose nos dois pulmões, escorbuto e disenteria com sangue. Dentre 200 parentes seus, apenas ele e um primo sobreviveram.
Após a queda do nazismo, o jornalista prometeu a si mesmo como objetivo de vida contar à humanidade o “capítulo de perseguições, atrocidades e matanças” instituído por Adolf Hitler.
Ben Abraham passou dois anos de sua vida sendo transferido em hospitais americanos pela Alemanha e conseguiu se recuperar miraculosamente. Segundo ele “foi milagre; naquela época nem existia cura para tuberculose”. Após a recuperação, o jornalista presenciou outro conflito pelo qual se tornou vitorioso: a Guerra de Independência do Estado de Israel, em 1947.
Em 21 de janeiro de 1955, Abraham se estabeleceu no Brasil e recebeu a naturalização em 30 de janeiro de 1959. No país casou-se em 28 de abril de 1956 com Miriam Dvora Bryk e constituiu família.
Diante de seu trabalho e quinze livros relacionados ao Holocausto, o jornalista recebeu inúmeras homenagens das quais se destacam a Chave de Ouro do Memorial Yad Vashem de Jerusalém e a Medalha de Honra ao Mérito da Universidade de São Paulo.
Ben Abrahan morreu em São Paulo, dois meses antes de completar 91 anos.

## Bibliografia

Capa do livro ...E o mundo silenciou